# Jongin
Jongin je město v Jižní Koreji v provincii Kjonggi. Populace dosahuje téměř jednoho milionu a ve 21. století velmi rychle rostla, populační růst je nejrychlejší ze všech měst v zemi. Nachází se na jih od Soulu a cesta do Soulu trvá autem asi 30–40 minut, mnoho obyvatel města tedy dojíždí do Soulu za prací. Nachází se zde zábavní park Everland a aquapark Caribbean Bay, které jsou největší v zemi. Je tu také Korean Folk Village – živé muzeum a skanzen ukazující tradiční korejskou kulturu.
Je zde jeden z kampusů Korejské univerzity zahraničních studií.

## Partnerská města
- Fullerton, Kalifornie, Spojené státy americké
- Jang-čou, Čína
- provincie Fergana, Uzbekistán
- Kota Kinabalu, Malajsie
- Kayseri, Turecko
- Redland City, Austrálie